# Jani Nieminen
Jani Nieminen (ur. 28 lipca 1987 w Helsinkach) – fiński hokeista.

## Kariera klubowa
- HIFK U16 (2002-2003)
- HIFK U18 (2003-2004)
- HIFK U20 (2004-2007)
- HIFK (2007-2010)
  -  Suomi U20 (2005)
  -  Kiekko-Vantaa (2006, 2008-2009)
- Titaanit (2007)
  -  HC Kerava (2008)
  -  KooKoo (2010)
- Tappara (2010-2012)
- SaiPa (2012-2013)
- Ak Bars Kazań (2013)
- Blues (2013-2015)
  -  Kiekko-Vantaa (2014/2015)
- SaiPa (2015-2016)
- Fischtown Pinguins Bremerhaven (2016-2017)
- HKm Zvolen (2017-2018)
- Kiekko-Espoo (2018-2020)
- KHT (2020-)

Wychowanek HIFK. Od stycznia do połowy 2013 zawodnik rosyjskiego klubu Ak Bars Kazań. W zespole rozegrał dwa mecze. Od września 2013 zawodnik Blues.
W trakcie kariery określany pseudonimem Hattu.

## Sukcesy
Klubowe
- Brązowy medal Mestis: 2010